# Anders Thomas Jensen
Anders Thomas Jensen (Frederiksværk, 6 de abril de 1972) é um roteirista e diretor dinamarquês. Ganhou o Oscar de melhor filme 1998 pelo filme Election Night, juntamente com Kim Magnusson. Também recebeu várias indicações ao Oscar pelos filmes Ernst & The Light (1996) e Wolfgang (1997).
Em 2005 recebeu o prêmio Nordisk Film award.

## Filmografia
- Restless Heart (1996)
- Ernst og lyset (1996)
- Davids bog (1996)
- Café Hector (1996)
- De nye lejere (1996)
- Wolfgang (1997)
- Election Night (1998)
- Nøglebørn (1998)
- Babyboom (1998)
- Albert (1998)
- En sjælden fugl (1999)
- The Funeral (1999)
- Mifunes sidste sang (1999)
- In China They Eat Dogs (1999)
- Zacharias Carl Borg (2000)
- The King is Alive (2000)
- Beyond (2000)
- Flickering Lights (2000)
- Count Axel (2001)
- Chop Chop (2001)
- Old Men in New Cars (2002)
- Open Hearts (2002)
- Wilbur Wants to Kill Himself (2002)
- The Green Butchers (2003)
- Skagerrak (2003)
- Stealing Rembrandt (2003)
- Brothers (2004)
- Vet Hard (2005)
- Solkongen (2005)
- Adam's Apples (2005)
- Murk (2005)
- After the Wedding (2006)
- Red Road (2006)
- Clash of Egos (2006)
- With Your Permission (2007)
- White Night (2007)
- The Duchess (2008)
- Fear Me Not (2008)
- At World's End (2009)
- Antichrist (2009)
- In a Better World (2010) (writer)